# سيدي واعزيز
{معلومات مدينة
| الاسم الرسمي = سيدي واعزيز
| اسم2 = - جماعة قروية -
| البلد = المغرب
| صورة المدينة = 
| تعليق الصورة = 
| حجم الصورة = 
| علم = 
| تعليق علم = 
| شعار = 
| تعليق شعار = 
| اللقب = 
| تاريخ التأسيس = 
| خريطة المدينة = 
| تعليق على الخريطة = 
| نوع المنطقة = الجهة
| اسم المنطقة = جهة سوس ماسة
| نوع المنطقة 2 = الإقليم
| اسم المنطقة 2 = إقليم تارودانت
| نوع المنطقة 3 = الدائرة
| اسم المنطقة 3 = دائرة أولاد برحيل
| نوع المنطقة 4 = القيادة
| اسم المنطقة 4 = قيادة تافنكولت
| المسؤول الأعلى = رئيس الجماعة
| اسم المسؤول = 
| المسؤول الثاني = 
| اسم المسؤول الثاني = 
| المسؤول الثالث = 
| اسم المسؤول الثالث = 
| مساحة الأرض = 
| مساحة المياه = 
| ارتفاع = 
| المساحة الكلية = .
| التعداد السكاني = 8320
| عدد الأسر = 1595
| سنة التعداد = 2014
| إجمالي السكان = 
| الكثافة السكانية = 
| خط العرض = 
| خط الطول = 
| خريطة البلد = 
| غرينتش توقيت صيفي = 
| التوقيت = 
| فرق التوقيت = 
| الرمز البريدي = 83334
| الرمز الهاتفي = 212+
| موقع = 
| خلفية = 
| كتابة = 
}}
سيدي واعزيز هي جماعة قروية في إقليم تارودانت بجهة سوس ماسة جنوب المغرب. وهي تضم 9240 نسمة حسب الإحصاء العام للسكان والسكنى لسنة 2014.
{{https://www.hcp.ma/file/242341/:refs}}
يقع مركز الجماعة على الطريق الرابطة بين مدينتي أولوز وأولاد برحيل، ويبعد عن مدينة تارودانت بـ 61 كلم.
تضم جماعة سيدي واعزيز مايقارب 70 دوار

## دواوير الجماعة
- مركز سيدي واعزيز (مركز الجماعة)
- دوار أوفتوت نوفلا
- دوار أوفتوت نوزدار
- دوار أيت علي وهمو
- دوار تغلامت
- دوار أيت تاملدو
- دوار بوزعوض
- دوار تاوراغت
- دوار أيت حمو
- دوار توشاع
- دوار سطارت تولوى
- دوار سطارت تبربورت
- دوار تبربورت
- دوار اكركار
- دوار اكادير نايت انزال
- دوار تسيلا
- دوار تفرطت
- دوار تكمي لعفيت
- دوار تكلتمت
- دوار امغاز
- دوار أيت أوسايح
- دوار الزاوية
- دوار أكركين
- دوار تكديرت نضلان
- دوار أيت علي
- دوار بيدوغان
- دوار تكنضوت
- دوار أورير
- دوار تيفتية
- دوار أيت سليمان
- دوار أكدور
- دوار المداد
- دوار أمان وليلي
- دوار ويلزان
- دوار دواسكال
- دوار أيت أيوب
- دوار تيزرط
- دوار تولي
- دوار إغيرا
- دوار أمكدول

## التعليم
قائمة المؤسسات التعليمية في جماعة سيدي واعزيز:
- مجموعة مدارس سيدي واعزيز (المركزية: أيت علي / الوحدات: الزاوية - بيدوغان - تكنضوت - تغلامت - أيت تاملدو)
- مجموعة مدارس التقدم (المركزية: بوزعوض / الوحدات: أوفتوت - تبربورت - أمان وليلي)
- مجموعة مدارس أيت السايح (المركزية: أيت السايح / الوحدات: إرك أيت سليمان - أكدور - المداد - دواسكال)
- مجموعة مدارس تسافين (المركزية: تسافين / الوحدات: تمتمازر - تكلتمت)
- إعدادية سيدي واعزيز

## الطرق
- يرتبط مركز جماعة سيدي واعزيز مع جماعة تافنكولت بطريق معبدة
- يرتبط مركز جماعة سيدي واعزيز مع جماعة أوناين بطريق معبدة